# Sukinahito ga Iru Koto
Sukinahito ga Iru Koto (好きな人がいること) é uma série de televisão japonesa produzida e exibida pela Fuji Television entre 11 de julho e 19 de setembro de 2016, estrelada por Mirei Kiritani, Kento Yamazaki, Shohei Miura e Shūhei Nomura.

## Enredo
Misaki Sakurai (Mirei Kiritani) não namorou há muito tempo. Ela concentrou-se em seu trabalho como amante do seu negócio. Um dia, ela é demitida do trabalho. Ela então conhece seu primeiro amor do ensino médio Chiaki Shibasaki (Shohei Miura). Misaki Sakurai trabalha a tempo parcial no restaurante Chiaki e também fica lá. Enquanto ela mora com Chiaki em seu restaurante, ela percebe que os dois irmãos mais novos de Chiaki, Toma (Shūhei Nomura) e Kanata (Kento Yamazaki) também moram lá.

## Elenco
- Mirei Kiritani como Misaki Sakurai
- Kento Yamazaki como Kanata Shibasaki
- Shohei Miura como Chiaki Shibasaki
- Shūhei Nomura como Toma Shibasaki
- Sakurako Ohara como Manami Nishijima
- Kenta Hamano como Nobuyuki Himura
- Hinako Sano como Mikako Okuda
- Marie Iitoyo como Fuka Ninomiya
- Nanao como Kaede Takatsuki
- Kōtarō Yoshida como Ryo Higashimura

## Observação
- O sétimo episódio não foi exibido na segunda-feira, 22 de agosto de 2016, devido à transmissão dos Jogos Olímpicos de Verão de 2016 no Rio de Janeiro, Brasil (19:00 p.m. às 21:54, hora no Japão). Este episódio estava programado para ser exibido na segunda-feira, 29 de agosto de 2016.[2]

## Transmissão internacional
Na Indonésia, em Myanmar, em Cingapura, na Tailândia, no Sri Lanka, no Vietnã e na Mongólia, o drama é exibido no WakuWaku Japan com uma variedade de legendas sob o título, A Girl and Three Sweethearts.